# Столинское гетто
Гетто в Сто́лине (весна 1942 — 11 сентября 1942) — еврейское гетто, место принудительного переселения евреев города Столин Брестской области в процессе преследования и уничтожения евреев во время оккупации территории Белоруссии войсками нацистской Германии в период Второй мировой войны.

## Оккупация Столина и создание гетто
К 1941 году в Столине насчитывалось 12 500 жителей. В их числе численность еврейской общины достигала 8500 человек, но к этому количеству евреев следует добавить ещё 7000 человек — евреев, беженцев из Польши. 12 (6) июля 1941 года Столин был захвачен войсками вермахта, и оккупация продолжалась 3 года — до 7 июля 1944 года.
Немцы принудили представителя еврейской общины — еврея из Варшавы Бергера — организовать и возглавить юденрат.
Реализуя нацистскую программу уничтожения евреев, немцы создавали гетто почти во всех городах и населённых пунктах Беларуси, где проживало еврейское население. Так и в Столине ранней весной 1942 года оккупанты согнали в гетто всех местных евреев, а также уцелевших еврейских женщин и детей из поселка Давид-Городок, деревни Рубель и других близлежащих местечек Столинского района.
Но «акции» (таким эвфемизмом гитлеровцы называли организованные ими массовые убийства), начались задолго до этого. Немцы очень серьёзно относились к возможности еврейского сопротивления, и поэтому в первую очередь убивали в гетто или ещё до его создания евреев-мужчин в возрасте от 15 до 50 лет — несмотря на экономическую нецелесообразность, так как это были самые трудоспособные узники. 9 августа 1941 года, в деревне Рубель были расстреляны коллаборационистами 53 еврея (мужчины старше 14 лет) и захоронены в урочище Борок, а 10 августа 1941 года местные полицаи и части СС из Лунинца убили в урочище Хиновск около 3000 (450) еврейских мужчин Давид-Городка от 14 лет и старше. Женщины и дети были выгнаны местными жителями из этих местечек, все их имущество ещё в их же присутствии было разграблено, и они пешком добирались в Столин — единственное место, в которое СС разрешило им перебраться.
Узниками Столинского гетто оказались более 12 500 евреев — как местных, так и привезенных и бежавших из Польши.
Границы гетто проходили по улицам Полесской (от реки Копанец), Костюшко, Рыночной площади (сейчас Комсомольская), Унии Люблинской и на запад снова к реке. В центре гетто проходила улица Набережная.

## Условия в гетто
Гетто было огорожено забором из колючей проволоки и круглосуточно охранялось немецкими солдатами и полицаями.
На евреев в гетто Столина было наложено множество ограничений, за нарушение которых было только одно наказание — смерть. Все евреи, включая грудных детей, были обязаны носить нашивки в виде желтых звезд. Запрещалось появляться на улице после семи часов вечера — вечером евреи были обязаны находиться дома за закрытыми ставнями. Евреям было запрещено ходить по тротуару — но, как скоту, только по середине улицы. Евреям запрещалось общаться с неевреями.
Условия жизни в гетто Столина были тяжелейшими — ежедневно до 12 узников умирало только от голода, холода и болезней. Женщины и даже малолетние девочки постоянно зверски насиловались. Обитатели гетто очень скоро были сломлены физически, морально и психологически.
Самой большой проблемой было питание. Еда в гетто почти не поступала, и практически единственным источником пропитания было то, что работающие за пределами гетто узники могли тайком, под угрозой смерти, принести в карманах.
Сохранилось воспоминание, что в первое время существования гетто в погребе одного из домов удавалось какое-то время прятать корову. Кормить её было практически нечем, и крохотным количеством молока, которое она давала, поддерживали престарелого раввина Перлова, которого немцы вскоре расстреляли.
Ежемесячно юденрат был обязан выплачивать оккупантам «налог» по десять рублей с человека и представлять справку о количестве ещё живых узников. Неоднократно, угрожая физической расправой, евреев заставляли сдавать ценности и золото в кассу гебитскомиссариата.
Узников содержали в невыносимой тесноте — все дома, здание школы, синагога, все амбары были заполнены людьми.
Нацисты и полицаи часто вынуждали евреев-мужчин перед смертью писать письма родным в гетто. Затем в обмен на эти письма убийцы выманивали у женщин последнюю одежду или украшения.
Ежедневно узников использовали на тяжелых принудительных работах — в основном, их заставляли копать канавы примерно в трех километрах от Столина в фольварке Долин, постоянно избивая прикладами автоматов, кнутами и лопатами. Специалистов (портных, плотников, сапожников) заставляли работать почти круглосуточно и также подвергали издевательствам и избиениям.

## Уничтожение гетто

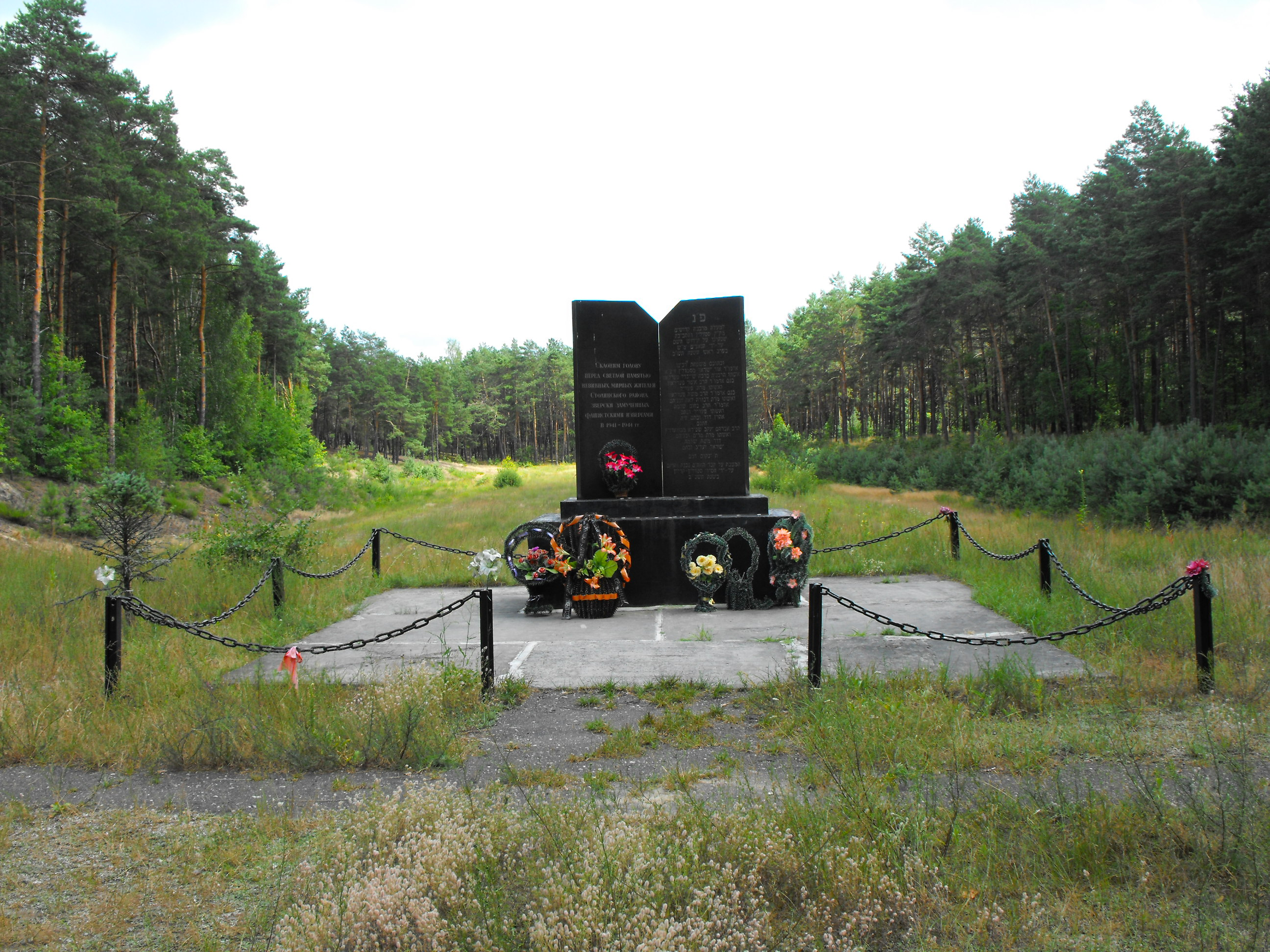
Памятник на месте массового убийства 8000 евреев Столинского гетто в сентябре 1942 года. Находится в урочище Стасино (Долин) в 5 километрах севернее Столина. Возведен в октябре 1993 года.

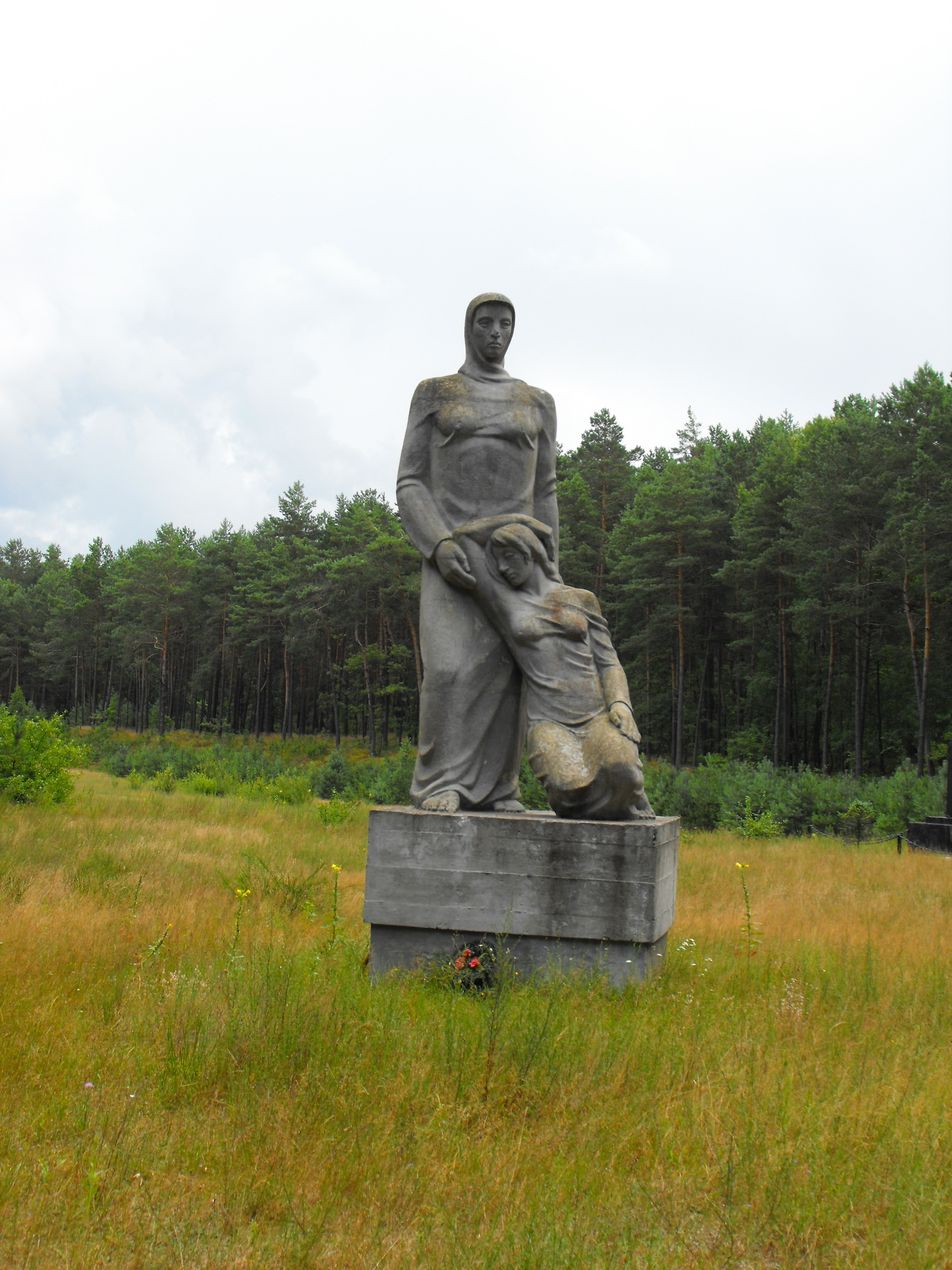
Памятник на месте массовых убийств 12500 человек, в том числе 8000 евреев Столинского гетто

Полное уничтожение Столинского гетто произошло 11 сентября 1942 года, в канун еврейского Нового года — праздника Рош а-Шана. Накануне, 10 сентября, главу юденрата Бергера и его помощников вызвали в гебитскомиссариат и там же всех их застрелили.
Рано утром 11 сентября 1942 года всех евреев из гетто согнали на Рыночную площадь, окруженную более чем 200 полицаями.
Людей выстраивали партиями по тысяче человек (таких групп набралось восемь) и уводили на расстрел. Колонны обреченных евреев вели по улице Набережной, затем по Полесской, далее через Рыночную площадь — по улице Пинской на северо-восточную окраину города. Там людей разворачивали направо и через поля вели к месту убийства в трех километрах от Столина в урочище Стасино (урочище Затишье в Стасинском лесу) — к огромному котловану размером 300 на 100 метров и глубиной до 10 метров. Котлован был выкопан ещё до войны, с октября 1939 года по июль 1941 года, советскими заключенными под подземные ангары во время строительства на этом месте аэродрома.
Евреи шли семьями, часто держась друг за друга. Обессиленные старики часто падали без сознания, и полицаи в конце колонны оттаскивали их в сторону и добивали выстрелом в затылок. Тела таких убитых собирали на телеги, отвозили к котловану и сбрасывали вниз.
Перед котлованом полуживым людям приказывали полностью раздеться и аккуратно по-отдельности сложить одежду и обувь. Потом евреев спускали в яму, заставляли лечь рядами головой вниз, и солдаты СС ходили по телам и убивали их из автоматов. Таким зверским способом, за два дня, 11 и 12 сентября 1942 года, были убиты все оставшиеся узники Столинского гетто — около 7000 человек.
Сотни людей были похоронены в этом котловане заживо. Некоторые местные жители из жалости разбивали ещё живым еврейским детям головы лопатами, чтобы те не мучались, закопанные живыми.
Всего в урочище Стасино за годы оккупации немцы и их пособники убили 12 500 человек, из которых евреев было 8000-8500.
Возглавляли организацию и проведение расстрела шеф СД капитан Кратвай Грегор, его заместители Фриц (фамилия неизвестна) и обер-лейтенант Канф Отти.

## Случаи спасения и Праведники народов мира
Некоторое число евреев смогло спрятаться в гетто и избежать расстрела 11-12 сентября. Но только единицы из них смогли выбраться и спастись, потому что бежать было практически некуда. Самым опасным для беглецов было то, что за пойманного еврея немцы давали приз — костюм, и многие местные жители устроили на евреев беспощадную охоту.
Также не все погибли и на месте расстрела. Ночами из ямы смогли вылезти некоторые раненые, среди которых были и маленькие дети. Они прятались в лесу на католическом кладбище по дороге в город, но их там находили и убивали.
В пятой по счету колонне, которую вели на расстрел уже перед заходом солнца, было много молодых евреев. Часть из них бросилась бежать, пытаясь достичь урочище «Затишье» в 2-х километрах. Многих убегавших немцы сумели застрелить, но многие успели скрыться. Когда после этого побега немцы собирали тела убитых, то нашли и труп убитого эсэсовца.
11 сентября 1942 года немцы оставили в живых несколько медицинских работников в местной больнице, в частности — главврача Ротера, которого впоследствии партизаны сумели вывести в лес.
Также сумели спастись доктор Генри Рид с женой Евой и 3-летним сыном Сашей, доктор Познанский с женой Геней и ветеринар Ахаронгер с женой. Помогли им бежать и в конце концов попасть к партизанам ксёндз Столинского костела Франциск Сморцевский, лесник Кийовский, баптисты Степан и Агафья Мозоль, которые несколько месяцев прятали незнакомых людей, пока не удалось переправить их к партизанам. Франциск Сморцевский, Степан Васильевич и Агафья Мозоль в 1979 году были удостоены почетного звания «Праведник народов мира» от израильского мемориального института «Яд Вашем» «в знак глубочайшей признательности за помощь, оказанную еврейскому народу в годы Второй мировой войны».

## Память
На месте массовых убийств 12 500 человек в 1969 году был установлен обелиск, а в настоящее время стоит два памятника. Один из них — жертвам геноцида евреев во время Катастрофы — в память 8000 евреев Столинского гетто, города Столина и близлежащих деревень, убитых в сентябре 1942 года. Памятники возведены рядом друг с другом и находятся в урочище Стасино (Долин) в 5 километрах севернее Столина. Один из монументов в виде раскрытой книги возведен в октябре 1993 года по заказу Киевской еврейской общины. Второй памятник — по заказу Столинского горисполкома выполнен в виде женщины с ребёнком. В 2021 году было проведено восстановление урочища. Реконструкция включала восстановление мемориальных зон и тропинок.